# Marcel Hauss
Pour les articles homonymes, voir Hauss.
Marcel Hauss est un as de l'aviation français pendant la Première Guerre mondiale. Il est crédité de cinq victoires. Il naît le 31 juillet 1890 à Paris et meurt au combat le 15 février 1917 à Kœur-la-Grande.

## Biographie

### Jeunesse
Marcel Hauss est né le 31 juillet 1890, fils de père inconnu et de Françoise Hauss et est domiciliée 184, rue du Faubourg-Saint-Honoré à Paris. Il fait son service militaire au 9e régiment de cuirassiers en octobre 1911.

### Première Guerre mondiale
Toujours dans cette unité lors de la mobilisation du 2 août 1914, il est nommé maréchal des logis, le 20 novembre 1914. Le 15 septembre 1915, il reçoit une citation à l’ordre de la brigade - Passé à l'aviation comme élève pilote, le 21 septembre 1915 - Brevet de pilote militaire no 2858 obtenu sur Caudron G.3 à l'école d'aviation militaire du Crotoy, le 8 mars 1916. Son matricule était le no 541. Moniteur de pilotage sur avions Voisin de l'école d'aviation militaire d'Ambérieu. 
Le 8 août 1916, il épouse Lucie Wortman à la mairie du 9e arrondissement de Paris. Domiciliés 83, rue du Faubourg-Saint-Martin dans le 10e arrondissement de Paris.
Il est enterré au carré militaire du cimetière parisien de Pantin.

### Dates de ses victoires
- 1re victoire : 7 décembre 1916
- 2e victoire : 23 janvier 1917
- 3e victoire : 24 janvier 1917
- 4e victoire : 26 janvier 1917
- 5e victoire : 29 janvier 1917[5]

## Décorations
- Médaille militaire
- Croix de guerre 1914-1918 (France) à 1 palme (citation à l'ordre de l'armée)

## Sources et bibliographie
- L'Aérophile, 1-15 janvier 1917, p. 34, Les aviateurs cités au communiqué
- La Croix, no 10418, 22 février 1917, Un As mort au champ d'honneur
- Le Gaulois, no 14354, 31 janvier 1917, p. 1, L'action de nos aviateurs
- Le Petit Parisien, mercredi 31 janvier 1917, p. 1, C'est en dix jours que Hauss abattit ses 5 avions boches
- Automobilia, octobre 1917, p. 22, Le palmarès de nos As
- Almanach illustré du Petit Parisien, p. 90, L'héroïque phalange de nos As, 1918
- As oubliés : Les As oubliés de 14-18 : Marcel Hauss